# Macrosiphoniella atrata
Macrosiphoniella atrata är en insektsart. Macrosiphoniella atrata ingår i släktet Macrosiphoniella och familjen långrörsbladlöss. Inga underarter finns listade i Catalogue of Life.